# باولو ماتييه
باولو ماتييه (بالإيطالية: Paolo Matthiae)‏ أستاذ الآثار وتاريخ الفن في الشرق الأدنى القديم في جامعة روما سابينزا.
كان مديراً لبعثة إبلا من عام 1963. وهي التي اكتشفت موقع وآثار مدينة إبلا القديمة في موقع تل مرديخ قرب بلدة سراقب في محافظة إدلب في سورية.
نشر العديد من المقالات والكتب حول إبلا وحول تاريخ وادي الرافدين وسورية بشكل عام.